# Changan CS35 Plus
Changan CS35 Plus — субкомпактный кроссовер, выпускающийся с 2018 года китайской компанией Changan. Пришёл на смену Changan CS35.

## Описание
Автомобиль Changan CS35 Plus впервые был представлен на автосалоне в Чэнду в 2018 году по цене от 69900 до 104900 юаней. Продажи осуществляются с октября 2018 года.

Первоначально планировалась замена автомобиля Changan CS35, однако его производство продолжилось до 2022 года. Модель Changan CS35 Plus оснащена 1,6-литровым двигателем внутреннего сгорания мощностью 117 л. с.

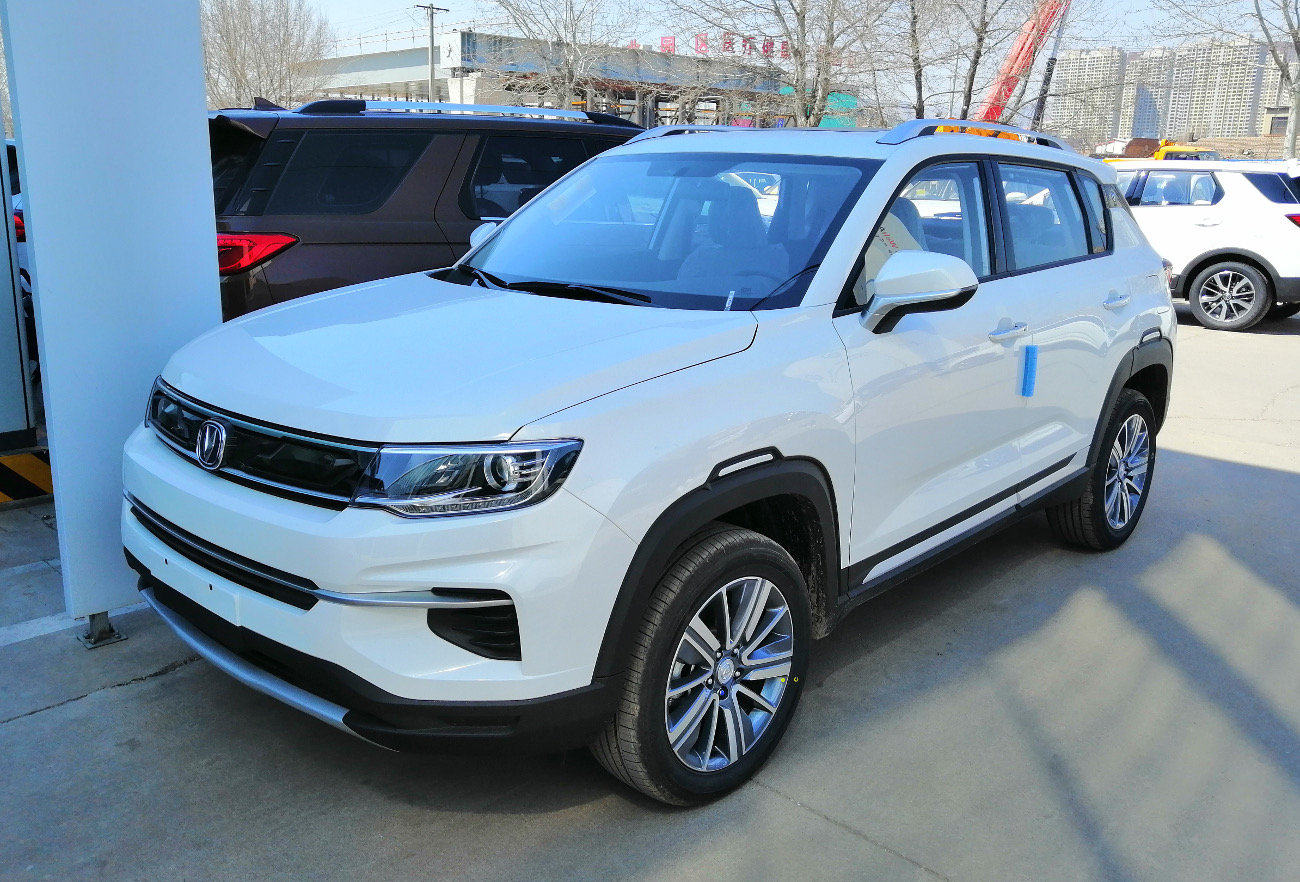
Changan CS35 Plus
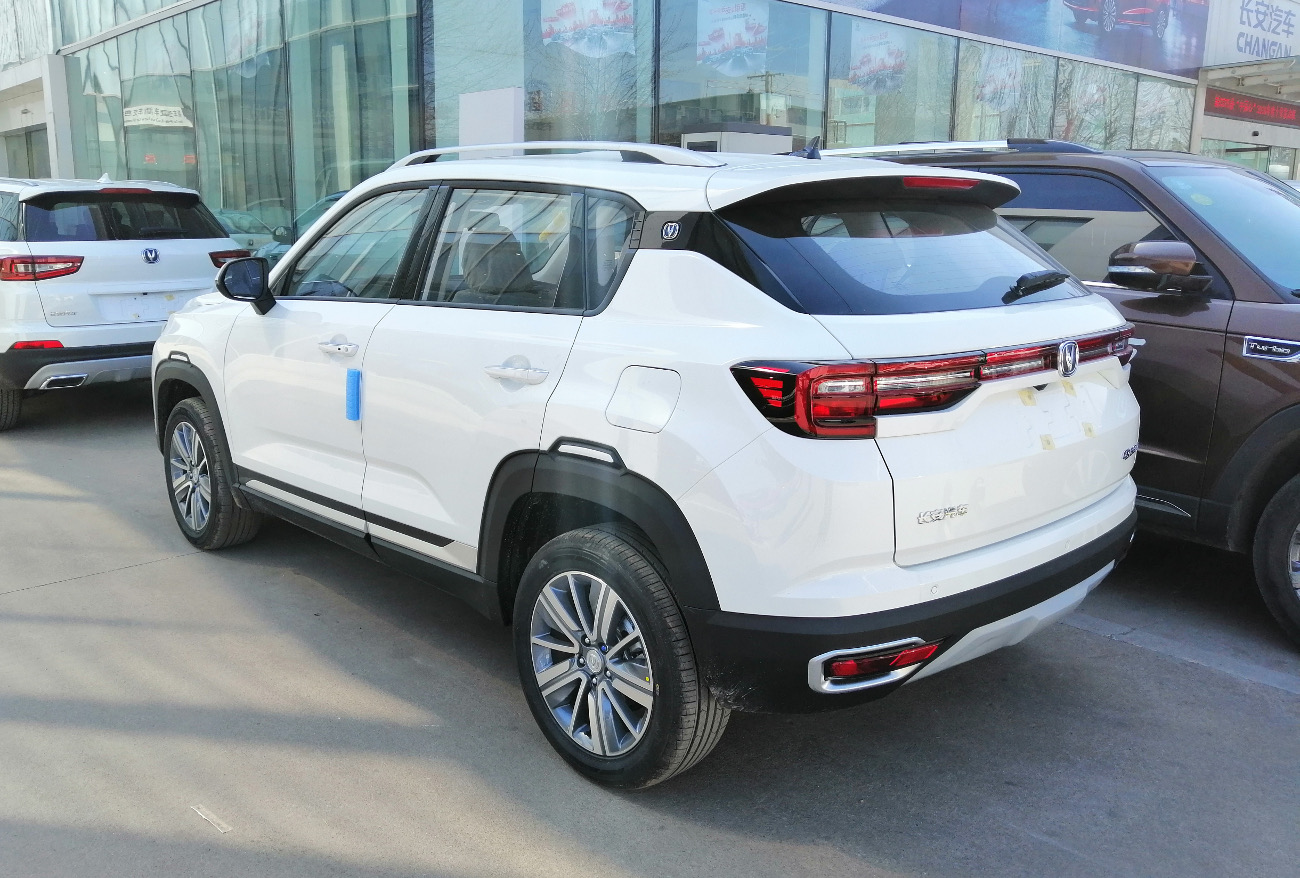
Вид сзади

### Фейслифтинг
В январе 2021 года автомобиль Changan CS35 Plus прошёл рестайлинг передней и задней части. Мощность двигателя была увеличена до 128 л. с. Теперь двигатель сочетается в паре с пятиступенчатой механической или же полуавтоматической шестиступенчатой трансмиссией.
С марта 2021 года автомобиль оснащается 1,4-литровым двигателем внутреннего сгорания мощностью 158 л. с. и крутящим моментом 260 Н*м в паре с семиступенчатой трансмиссией с двойным сцеплением. Конкурентом автомобиля является Volkswagen Tiguan.

В России автомобиль продаётся с начала 2023 года.

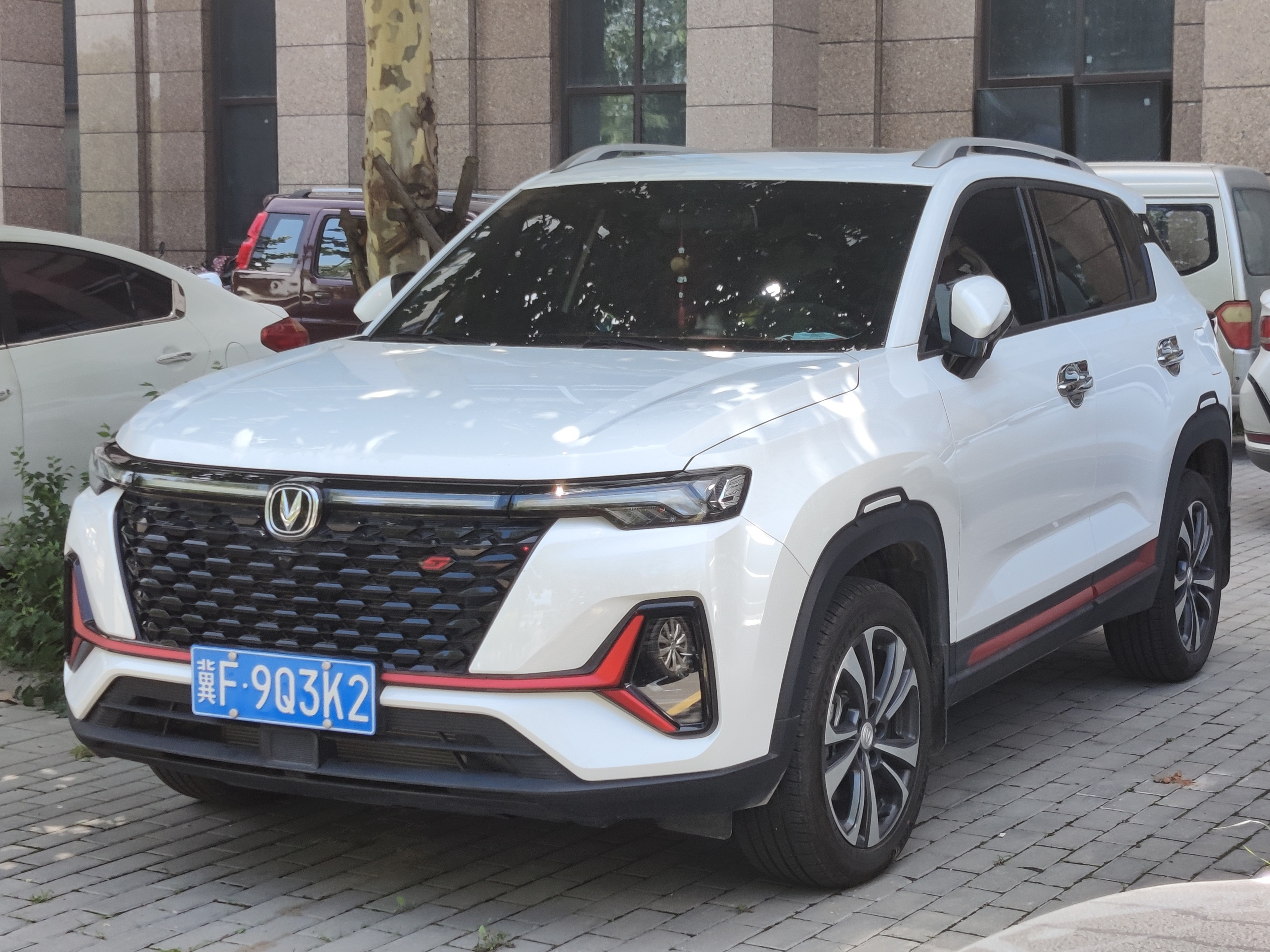
Фейслифтинг передней части
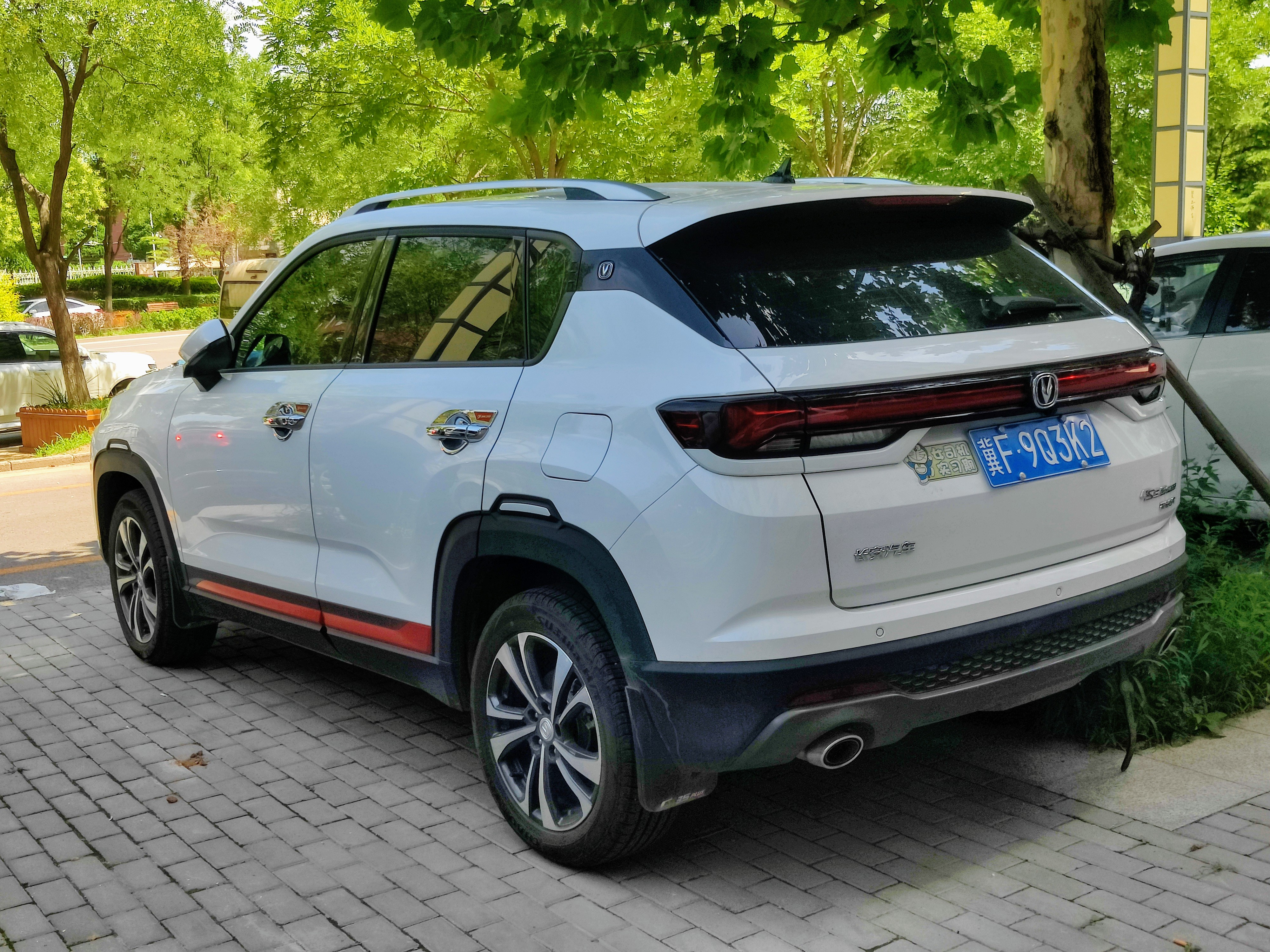
Фейслифтинг задней части